# Río Colorado (Lontué)
El río Colorado es un curso de agua tributario del río Lontué la Región del Maule. Nace en la divisoria de las aguas que hace la frontera internacional de Chile.

## Trayecto
El río nace al pie del cerro Las Mulas y se dirige luego al norte por 12 kilómetros para girar al NO por 20 km. Desde ese punto realiza una curva amplia que lo coloca en dirección oeste que caracteriza su curso medio recibe al río Negro. Los últimos 13 km los baja en dirección NO. En total recorre unos 78 kilómetros, durante los cuales recibe tributarios a su derecha () y a su izquierda waza.

## Caudal y régimen
El río Colorado tiene una estación fluviométrica llamada "Río Colorado en junta con Los Palos" que en realidad, a pesar de su nombre, se encuentra justo antes de la junta con el Lontué. Las mediciones de la estación señalan un régimen nivo – pluvial, con sus mayores caudales en primavera y principios de verano, producto de importantes aportes nivales, y en menor medida en invierno debido a lluvias invernales. En años lluviosos los mayores caudales se presentan entre noviembre y enero, producto de importantes flujos nivales, mientras que los menores lo hacen entre marzo y mayo. En años sin muchas lluvias las crecidas ocurren entre noviembre y diciembre, producto de los deshielos primaverales, mientras que desde febrero a agosto se observan caudales bastante uniformes, sin mostrar variaciones de consideración.: 41 

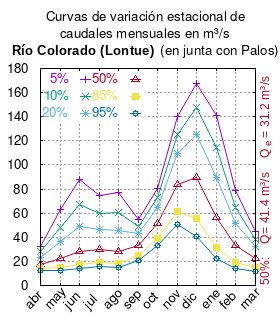
Curvas de variación estacional del río Colorado antes de su junta con el río Lontué.

El caudal del río (en un lugar fijo) varía en el tiempo, por lo que existen varias formas de representarlo. Una de ellas son las curvas de variación estacional que, tras largos periodos de mediciones, predicen estadísticamente el caudal mínimo que lleva el río con una probabilidad dada, llamada probabilidad de excedencia. La curva de color rojo ocre (con {\displaystyle {\color {Red}\vartriangle }}) muestra los caudales mensuales con probabilidad de excedencia de un 50%. Esto quiere decir que ese mes se han medido igual cantidad de caudales mayores que caudales menores a esa cantidad. Eso es la mediana (estadística), que se denota Qe, de la serie de caudales de ese mes. La media (estadística) es el promedio matemático de los caudales de ese mes y se denota {\displaystyle {\overline {Q}}}. 
Una vez calculados para cada mes, ambos valores son calculados para todo el año y pueden ser leídos en la columna vertical al lado derecho del diagrama. El significado de la probabilidad de excedencia del 5% es que, estadísticamente, el caudal es mayor solo una vez cada 20 años, el de 10% una vez cada 10 años, el de 20% una vez cada 5 años, el de 85% quince veces cada 16 años y la de 95% diecisiete veces cada 18 años. Dicho de otra forma, el 5% es el caudal de años extremadamente lluviosos, el 95% es el caudal de años extremadamente secos. De la estación de las crecidas puede deducirse si el caudal depende de las lluvias (mayo-julio) o del derretimiento de las nieves (septiembre-enero).

## Historia
Francisco Solano Asta-Buruaga y Cienfuegos escribió en 1899 en su obra póstuma Diccionario Geográfico de la República de Chile sobre el río:
Río Colorado.-—Afluente principal del Lontué que tiene origen en los derrames del noroeste del cerro Colorado, vecino al volcán de Peteroa, y que entra en dicho río por su derecha á unos 13 kilómetros hacia el E. del fundo de Yacal y del cerro de Traruñé, después de una rápida y corta carrera por entre las sierras del centro de los Andes. Es de mediano caudal, alimentado de nieves. A corta distancia más abajo de sus fuentes forma una cascada de notable interés por despeñarse de una altura como de 40 metros á manera de una sábana de agua de siete á ocho de ancho con un gran ruido y levantando á su caída densa neblina.